# Helmut Kohl (Jurist)
Helmut Kohl (* 29. Januar 1943 in Leipzig) ist ein deutscher Jurist und ehemaliger Hochschullehrer.

## Leben
Nach der Promotion 1973 an der Universität Konstanz zum Dr. iur. lehrte er ab 1976 als Professor für Bürgerliches Recht an der Universität Hamburg. Ab 1981 war er Professor an der Johann Wolfgang Goethe-Universität Frankfurt am Main, wo er sich insbesondere mit dem Gebiet Medienrecht befasste. Er wurde 2008 emeritiert.

## Schriften (Auswahl)
- Die „Verwässerung“ berühmter Kennzeichen, 1975, ISBN 3-428-03322-1
- (mit Klaus Berg und Wolfgang Lehr): Die Freiheit des Rundfunks nach dem Nordrhein-Westfalen-Urteil des Bundesverfassungsgerichts, 1991, ISBN 3-87940-392-9
- (als Hrsg.): Vielfalt im Rundfunk. Interdisziplinäre und internationale Annäherungen, 1997, ISBN 3-89669-221-6